# Jan Procházka (odbojář)
Jan Procházka (12. prosince 1914 Domažlice – 21. duben 1943 Věznice Plötzensee) byl český protinacistický odbojář popravený v období druhé světové války nacisty.

## Život
Jan Procházka se narodil 12. prosince 1914 v Domažlicích. Byl majitelem zámečnictví v domažlické Hradské ulici (č. p. 79) a členem Junáka, konkrétně člen 3. oddílu Junáka v Domažlicích. Po německé okupaci v březnu 1939 vstoupil do protinacistického odboje v řadách Obrany národa resp. regionální skupiny Bratrské dílo pod vedením Karla Mathese. Společně s dalšími staršími členy domažlického Junáka přísahal, že bude proti nacismu bojovat do té doby, než bude poražen, nebo než padne, již večer 15. března v bytě Václava Kitzberga. Účastnil se opatřování a shromažďování výzbroje. Odbojové skupině se během září 1939 podařilo ukořistit čtyři bedny granátů, což vyvolalo rozsáhlou pátrací akci gestapa. Ta vyvrcholila začátkem roku 1940. Jako první byl zatčen npor. Ota Bartošek, poté Antonín Žlábek a Václav Waldheger, který při zatýkání spáchal sebevraždu elektrickým proudem v rozvodně městské elektrárny. Jan Procházka byl zatčen 16. března 1940 a poté vyšetřován v Klatovech. Lidovým soudem byl dne 5. listopadu 1942 odsouzen k trestu smrti a 16. března 1943 popraven v berlínské věznici Plötzensee. Ve stejný den byli popraveni i dva z jeho domažlických odbojových spolupracovníků Antonín Žlábek a npor. Ota Bartošek.

## Posmrtná ocenění
- Po Janu Procházkovi byla v centru Domažlic pojmenována jedna z ulic
- Dne 27. května 1965 byl Janu Procházkovi udělen titul Čestného občana města Domažlice
- Dne 28. října 1946 byl Janu Procházkovi udělen Junácký kříž , zlatého stupně „Za vlast 1939 - 1945“ in memoriam